# Ferolocella tessellata
Ferolocella tessellata är en kvalsterart som först beskrevs av Berlese 1908.  Ferolocella tessellata ingår i släktet Ferolocella och familjen Oribatellidae. Inga underarter finns listade i Catalogue of Life.